# Elisabeth af Valois
Elisabeth af Valois (født 2. april 1545, død 3. oktober 1568) var spansk dronning, og den ældste datter af den franske kong Henrik 2. I 1559 blev hun viet til den 20 år ældre Filip 2. af Spanien i forbindelse med den afgørende fredsaftale i Cateau-Cambrésis mellem Frankrig og Spanien-Nederlandene-England, hvilket skaffede Elisabeth hendes spanske tilnavn, Isabel de la Paz (Fredens Elisabeth).